# Ginkelstraat
De Ginkelstraat is een 19e-eeuwse straat in Q4, een wijk in de binnenstad van de Nederlandse stad Venlo. De straat loopt in noordelijke richting van de Bolwaterstraat tot aan de Noord-Buitensingel, waarbij zij halverwege de Puteanusstraat kruist.
Rond 1870 werden de vestingwerken van Venlo gesloopt en kreeg Frederik Willem van Gendt de opdracht om voor de noordzijde van de binnenstad een plan van uitleg te ontwerpen. Daarbij moest de vrijgekomen grond zo voordelig mogelijk worden besteed om een zo hoog mogelijke opbrengst van de gronden te realiseren. Dit resulteerde onder andere in de Ginkelstraat, die ligt op het terrein van het voormalige Fort Ginkel in het noordelijke deel van de stadsuitbreiding.
Aanvankelijk had de straat nog geen naam. In de jaren 70 van de 19e eeuw werd de straat in veilingcatalogi aangeduid als 'Aarden Baan A'. In 1883 ging in de gemeenteraad het overleg van start over het toekennen van definitieve straatnamen, waarbij voor Aarden Baan A de naam Ginkelstraat werd voorgesteld. In het daarop volgende decennium kwam de naam inderdaad voor in veilingdocumenten.
In de 2019 werd het plan Truuj Bolwater opgesteld met als doel het verbeteren van de Ginkelstraat, Maaskade en Bolwaterstraat. Dit plan was onderdeel van de stadsvernieuwing van Q4. In 2023 werd daarom een aantal woningen in de Ginkelstraat afgebroken om plaats te maken voor nieuwbouw.